# إيرنيستو ميشيل
إيرنيستو ميشيل (بالإسبانية: Ernesto Michel)‏ (12 أكتوبر 1970 ببارانا، انتري ريوس في الأرجنتين - ) هو لاعب كرة سلة أرجنتيني في مركز هجوم صغير الجسم، شارك في الألعاب الأولمبية الصيفية 1996 وبطولة أمم الأمريكتين لكرة السلة 1995. ولعب مع طلاب باهيا بلانكا ‏.

## وصلات خارجية
- إيرنيستو ميشيل على موقع الاتحاد الدولي لكرة السلة (الإنجليزية)
- إيرنيستو ميشيل على موقع كرة السلة الأوروبية.كوم (الإنجليزية)
- إيرنيستو ميشيل على موقع كلية كرة السلة في سبورتس رفرنس.كوم (الإنجليزية)
- إيرنيستو ميشيل على موقع ريلجم (الإنجليزية)
- إيرنيستو ميشيل على موقع بروبوليرز (الإنجليزية)
- إيرنيستو ميشيل على موقع سبورتس رفرنس (الإنجليزية)
- إيرنيستو ميشيل على موقع أوليمبيديا (الإنجليزية)